# Подгузов, Иван Дмитриевич
Иван Дмитриевич Подгузов — советский хозяйственный, государственный и политический деятель, Герой Социалистического Труда.

## Биография
Родился в 1920 году в селе Козловка. Член КПСС с 1942 года.
С 1941 года — на хозяйственной, общественной и политической работе. В 1941—1976 гг. — секретарь Бутурлиновского райкома ВЛКСМ Воронежской области, участник Великой Отечественной войны, помощник начальника политотдела по комсомолу 100-го стрелкового корпуса, секретарь Бутурлиновского райкома ВКП(б), второй секретарь Аннинского райкома ВКП(б), первый секретарь Коротоякского райкома ВКП(б), первый секретарь Берёзовского райкома КПСС, первый секретарь Аннинского райкома КПСС, начальник отдела кадров Воронежского областного управления хлебопродуктов.
Указом Президиума Верховного Совета СССР от 23 июня 1966 года присвоено звание Героя Социалистического Труда с вручением ордена Ленина и золотой медали «Серп и Молот».
Умер в Воронеже в 1994 году.